# ジオマチック
ジオマチック（ジオマティックス、Geomatics）とは、国土空間データの取得、格納、処理、分析、表示を扱う科学。
ISO/TC 211規格シリーズにおいて「地理データまたは地理情報 (Geographic_data_and_information) の収集、配布、保存、分析、処理、表示に関する専門分野」と定義されている。 別の定義では、地理（地理空間）データ情報の収集、統合、管理に関わる製品、サービス、ツールで構成されるとしている。もともとジオマチックは測地学で地理学での地理（地理空間）データの収集、統合、管理する工学分野を表す名称として広く使われていたが、その後ユネスコによって位置づけられた。

## アプリケーション
応用分野は次のとおり。
- 航空磁気探査 (Aeromagnetic_survey)
- 航空地球物理学
- 航空管制
- GISアプリケーションのための考古学的発掘調査
- 沿岸域の管理とマッピング
- 災害リスク軽減と対応のための災害情報学 (Disaster_informatics) /災害情報システム
- 環境管理
- インフラストラクチャ管理
- 土地管理 (Land_management) と改革
- 天然資源の監視と開発
- 地震解析
- 土地区画整理事業
- 都市計画と地域計画
- 海洋学
- 気象学
- 公園管理
- 資源管理
- 気候変動/環境モニタリング

## 知識の領域
ジオマチックは、新しい分野と既存分野両方の科学技術を統合する。
- 測地学
- 地球力学 (Geodynamics)
- 全地球測位システム（GPS）または全地球航法衛星システム（GNSS）
- 測量（土地測量、地籍測量、航空測量、鉱業測量、土木測量を含む）
- 水路学
- ナビゲーション
- 位置情報サービス
- 地図作成とデジタルマッピング
- 地理情報システム(GIS)、空間データベース管理、地理情報技術 (GeoIT)
- 空間分析、空間データマイニングと知識発見、空間統計
- コンピュータ支援設計（CAD）と科学的視覚化
- ジオビジュアライゼーション (Geovisualization) 、ジオビジュアル分析、ビジュアルコミュニケーション、グラフィックデザイン、マルチメディアテクノロジー
- リモートセンシング
- デジタルアース (Digital Earth)
- 画像処理
- 写真測量
- コンピュータビジョン
- 土地情報システム（en:Land_information_system、LIS）
- 土地管理、地籍、不動産法
- アプリケーションプログラミング
- プロジェクト管理
- ライダー
- デジタル地形モデリング

## ジオマチック・エンジニアリング

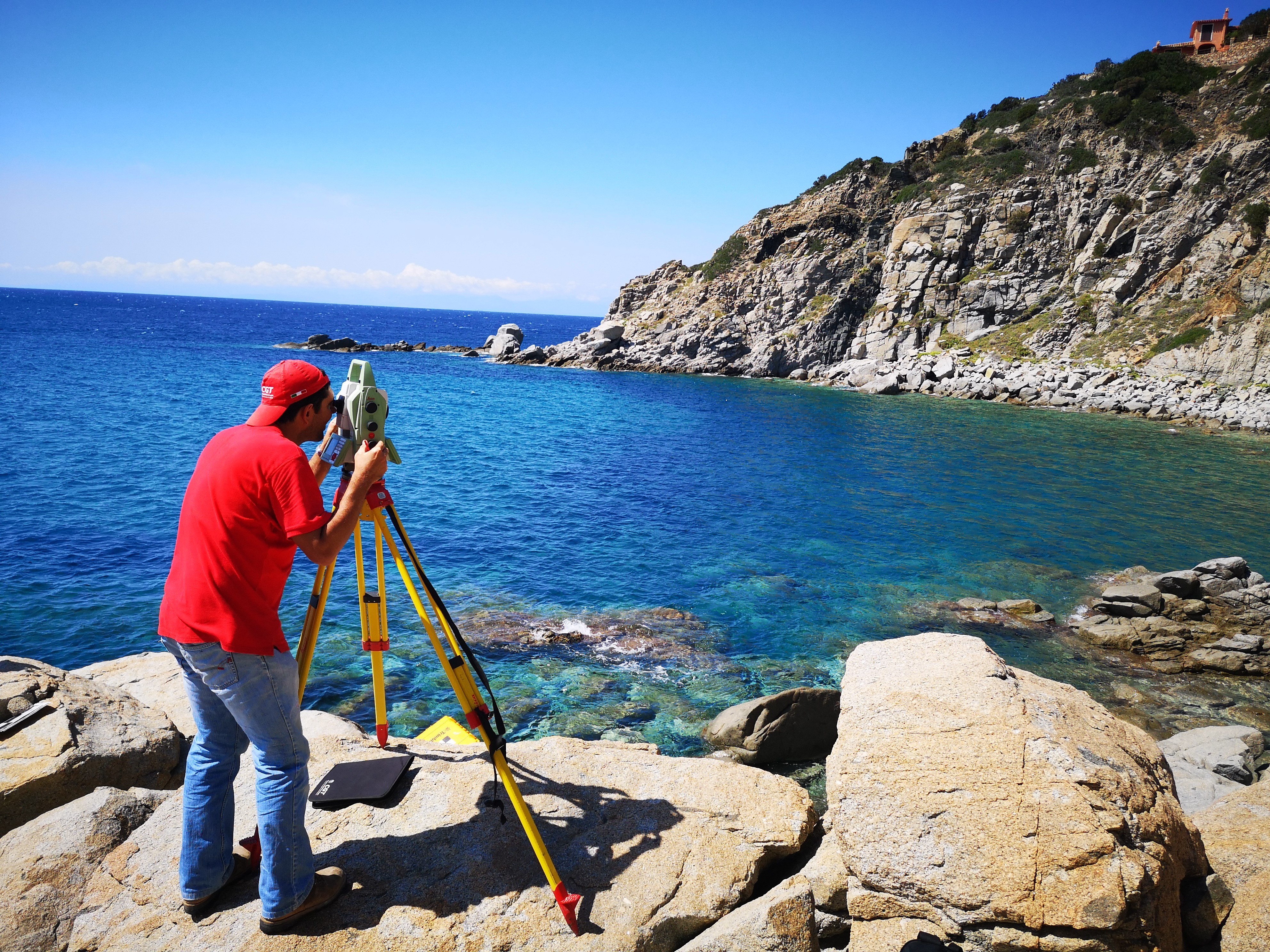
トータルステーションをつかう測量技師

ジオマチック・エンジニアリング（Geomatics engineering）は、空間情報（すなわち、場所の持つ情報）に焦点を当て、急速に発展している工学分野である。場所には、空間分析と視覚化のために非常に広範なデータを統合するために使用される主要な要因があることから、ジオマチック・エンジニアは、陸地、海洋、天然資源、人工物に関する空間情報を収集・分析するためのシステムを設計、開発、運用している。
ジオマチック・エンジニアは、工学原理を空間情報に適用し、計測科学を含むリレーショナル・データ構造を実装することで、ジオマチックを利用し、空間情報エンジニアとして活動する。ジオマチック・エンジニアは、地域、国土といったグローバルな空間データ・インフラを管理する。ジオマチック・エンジニアリングは、コンピュータ・エンジニアリング、ソフトウェア・エンジニアリング、土木工学の側面も含んでいる。

## テクニカル・ジオグラフィ
テクニカルジオグラフィ（Technical_geography）とは、地理空間情報：GISを取得、分析、解釈、理解、伝達するためのツールの使用、研究、作成を含む地理学分野。
しかし、その方法と理論は別個のものであり、当該分野の学者はデータの性質よりも技術的・理論的概念に重きを置くこともある。さらに空間技術とエンドユーザーとの関係を探求し、技術を改善したり、技術が人間の行動に与える影響をよりよく理解したりすることもある。このように、テクニカルジオグラファーが使用する空間データの種類は、人文地理学や物理地理学のトピックを含めて多岐にわたるが、共通しているのは使用する技術と哲学である。これを達成するために、テクニカルジオグラファーはしばしば独自のソフトウェアやスクリプトを作成し、それを他の人がより広く適用できるようにする。また、元々は鉱業用に開発されたクリギングを不動産価格のような多様な分野に適用するなど、ある用途のために開発された技術を別の無関係なトピックに適用することを探求することもある。
テクニカルジオグラフィの指導者は，理論的な概念を説明するために、人文地理学や物理地理学の例を援用する必要があることが多い。技術地理学は定量的なデータを扱うことが多いが、その技術やテクノロジーは定性的な地理学にも応用することができ、定量的な地理学とは一線を画している。テクニカルジオグラフィの中には、地理情報科学、ジオマティクス、ジオインフォマティクスという主要かつ重複する枝がある。

## 関連文献
- Geomatics Canada Ottawa: Natural Resources Canada ISSN 1491-5480
- Dermanis, Athanasios; Grün, Armin; Sansò, Fernando (2000). Geomatic Methods for the Analysis of Data in the Earth Sciences. New York: Springer. ISBN 978-3-540-67476-4
- Kavanagh, Barry F. (2003). Geomatics. Prentice Hall. ISBN 978-0-130-32289-0
- Yvan Bédard, "Geomatics" in Karen Kemp (2008), Encyclopedia of Geographic Information Science, Sage.
- Yvan Bédard (2007), "Geomatics": 26 years of history already!, Geomatica, 61(3):269–272.
- Gomarasca, Mario A. (2009). Basics of Geomatics. Springer. ISBN 978-1-402-09014-1
  - "Geomatics", Chap. 1 in Mario A. Gomarasca (2009) Basics of Geomatics, Springer.
- "Geomatics", sec. 1.3 in Mathias Lemmens (2011), Geo-information: Technologies, Applications and the Environment, Springer.
- Ogaja, Clement (2016). Geomatics Engineering: A Practical Guide to Project Design. CRC Press. ISBN 978-1-439-89511-5